# North Haledon
North Haledon és una població dels Estats Units a l'estat de Nova Jersey. Segons el cens del 2007 tenia 8.940 habitants.

## Demografia
Segons el cens del 2000, North Haledon tenia 7.920 habitants, 2.626 habitatges, i 2.077 famílies. La densitat de població era de 888,9 habitants/km².
Dels 2.626 habitatges en un 27,8% hi vivien nens de menys de 18 anys, en un 68,2% hi vivien parelles casades, en un 8,1% dones solteres, i en un 20,9% no eren unitats familiars. En el 17,7% dels habitatges hi vivien persones soles el 9,6% de les quals corresponia a persones de 65 anys o més que vivien soles. El nombre mitjà de persones vivint en cada habitatge era de 2,79 i el nombre mitjà de persones que vivien en cada família era de 3,18.
Per edats la població es repartia de la següent manera: un 19,7% tenia menys de 18 anys, un 10,6% entre 18 i 24, un 25,9% entre 25 i 44, un 24,2% de 45 a 60 i un 19,6% 65 anys o més.
L'edat mediana era de 40 anys. Per cada 100 dones de 18 o més anys hi havia 87,4 homes.
La renda mediana per habitatge era de 74.700 $ i la renda mediana per família de 80.936 $. Els homes tenien una renda mediana de 52.006 $ mentre que les dones 34.854 $. La renda per capita de la població era de 30.322 $. Aproximadament el 2,4% de les famílies i el 4% de la població estaven per davall del llindar de pobresa.

## Poblacions properes
El següent diagrama mostra les poblacions més properes.